# شروط بورن فون - كرمان الحدية
شروط بورن فون-كرمان الحدية (بالإنجليزي: Born–von Karman boundary condition) هي مجموعة من الشروط تحدد قيود للدالة الموجية في شبكة برافيه خلال فترة ما , وغالبا ماتطبق على نموذج بلورة مثالية في فيزياء الجوامد, هذ1ه الشروط مهمة لتحليل عدد من الخصائص للبلورة مثل الحيود وتركيب النطاق
رياضيا:
{\displaystyle \psi (\mathbf {r} +N_{i}\mathbf {a} _{i})=\psi (\mathbf {r} ),\,}
{\displaystyle \psi (\mathbf {r} +\mathbf {T} )=\psi (\mathbf {r} )}
{\displaystyle \mathbf {T} =\sum _{i}N_{i}\mathbf {a} _{i}.}
ملاحظة : تستخدم هذه الشروط عندما تكون Nj لانهائية